# Leptolaimoides punctatus
Leptolaimoides punctatus is een rondwormensoort uit de familie van de Leptolaimidae. De wetenschappelijke naam van de soort is voor het eerst geldig gepubliceerd in 2006 door Huang & Zhang.